# Brutus

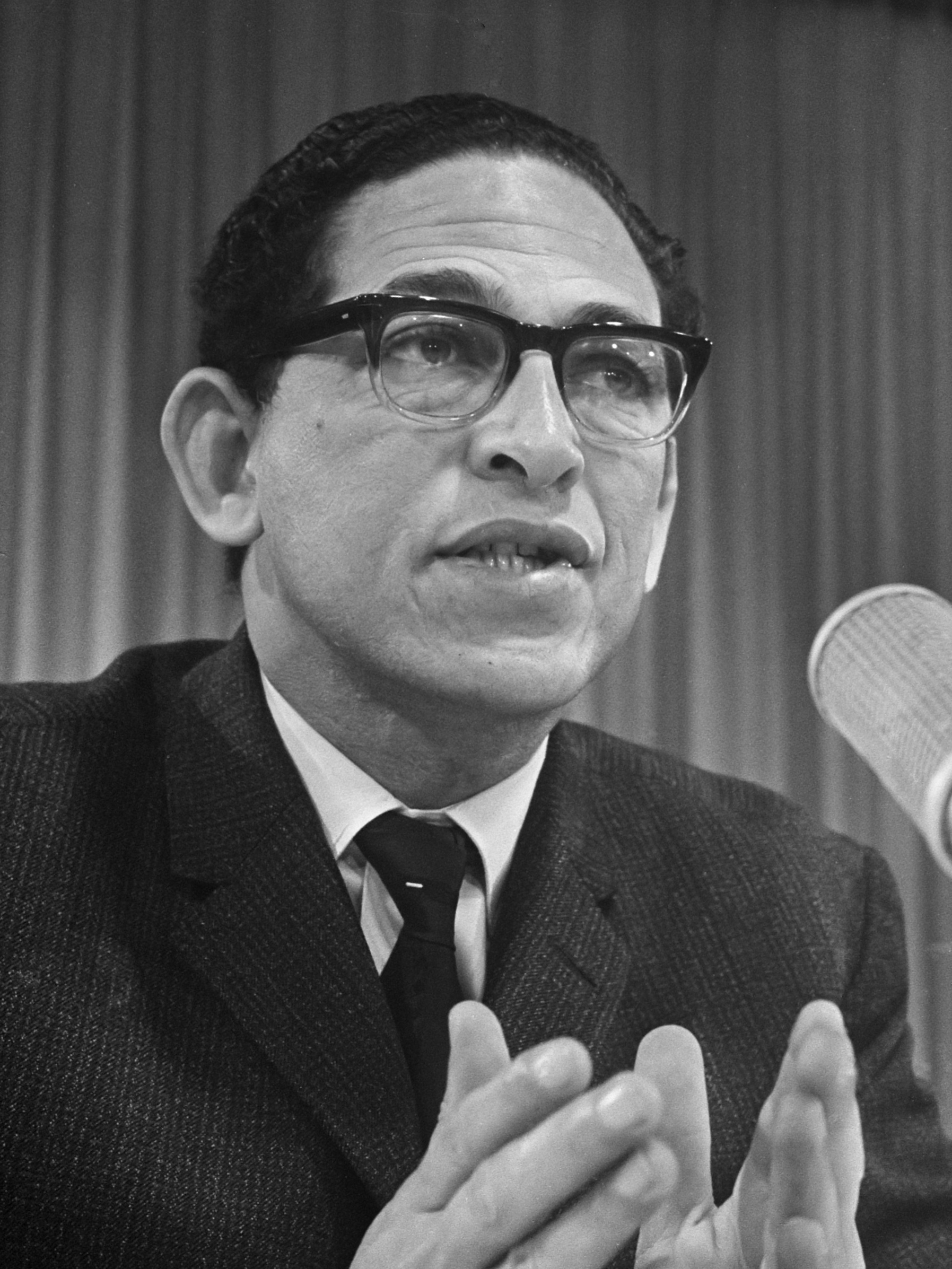
File:Dennis Brutus, 1967.

Brutus är ett mansnamn av romerskt ursprung. Namnet har sitt ursprung i det latinska ordet brutus, som kan betyda bland annat 'klumpig', 'dum' eller 'brutto'. Det finns 17 män i Sverige som har förnamnet Brutus, varav 3 som tilltalsnamn.
Ordet brutal har sitt ursprung i det latinska ordet brutus, men det är ovisst om det i dess nuvarande betydelse, 'våldsam', syftar på den latinska betydelsen, 'klumpig', eller på senatorn Brutus som var delaktig i mordet på Julius Caesar.

## Personer med namnet Brutus
- Marcus Junius Brutus, en av Julius Caesars mördare
- Lucius Junius Brutus, enligt traditionen grundare av den romerska republiken
- Dennis Brutus
- Gaius Junius Brutus
- Brutus Östling